# 흰배루손나무쥐
흰배루손나무쥐(학명: Carpomys phaeurus)는 쥐과에 속하는 설치류의 일종이다. 필리핀에서만 발견된다. 자연 서식지는 아열대 또는 열대 건조림이다.

## 특징
꼬리 길이 156~178mm를 제외한 몸길이가 195mm인 보통 크기의 설치류다. 발 길이는 31~32mm이고 귀 길이는 19mm, 몸무게는 최대 123g이다. 털은 부드럽고 무성하다. 머리는 크고 뭉툭하다. 등 쪽은 짙은 황갈색을 띤다. 귀는 털로 살짝 덮여 있다. 배 쪽 털 색은 희다.

## 생태
야행성 동물이자 수상성 동물이다. 주로 씨앗을 먹는다.

## 분포 및 서식지
필리핀 루손섬 북부 지역의 산악 지대에서 발견된다. 해발 2,150m와 2,500m 사의 이끼림에서 서식한다.